# 西莉斯特·琳恩·保罗
西莉斯特·琳恩·保罗（英語：Celeste Lyn Paul；1981年8月13日—），出生於美國，是一位界面設計和可用性方面的專家。她還是一位KDE貢獻者。
西莉斯特自2004年起參與了KDE可用性項目，設計了KDE人机界面指南。她自2005年起領導KDE可用性項目。2009年-2012年，她擔任KDE e.V.董事會的成員。此外，她还于2008年5月-2010年5月担任Kubuntu理事会成员。她还因在可用性方面的贡献获得了2009年Akademy奖最佳非应用奖。

## 外部連結
- Homepage of Celeste Lyn Paul（页面存档备份，存于）
- People behind KDE （页面存档备份，存于）